# Вайт-Сіті (Орегон)
Вайт-Сіті (англ. White City) — переписна місцевість (CDP) в США, в окрузі Джексон штату Орегон. Населення — 9090 осіб (2020).

## Географія
Вайт-Сіті розташований за координатами 42°25′54″ пн. ш. 122°49′56″ зх. д. / 42.43167° пн. ш. 122.83222° зх. д. (42.431666, -122.832231).  За даними Бюро перепису населення США в 2010 році переписна місцевість мала площу 4,83 км², уся площа — суходіл.

## Демографія
Згідно з переписом 2010 року, у переписній місцевості мешкало 7975 осіб у 2431 домогосподарстві у складі 1865 родин. Густота населення становила 1651 особа/км².  Було 3018 помешкань (625/км²).
Расовий склад населення:
| - 74,7 % — білих - 1,3 % — корінних американців - 1,3 % — чорних або афроамериканців - 0,8 % — азіатів - 0,1 % — вихідців з тихоокеанських островів - 17,8 % — осіб інших рас |

До двох чи більше рас належало 3,9 %. Частка іспаномовних становила 28,8 % від усіх жителів.
За віковим діапазоном населення розподілялося таким чином: 29,8 % — особи молодші 18 років, 61,7 % — особи у віці 18—64 років, 8,5 % — особи у віці 65 років та старші. Медіана віку мешканця становила 31,6 року. На 100 осіб жіночої статі у переписній місцевості припадало 111,8 чоловіків;  на 100 жінок у віці від 18 років та старших — 115,4 чоловіків також старших 18 років.
Середній дохід на одне домашнє господарство  становив 48 963 долари США (медіана — 48 144), а середній дохід на одну сім'ю — 50 546 доларів (медіана — 49 828). Медіана доходів становила 35 781 долар для чоловіків та 27 207 доларів для жінок. За межею бідності перебувало 20,7 % осіб, у тому числі 19,5 % дітей у віці до 18 років та 17,3 % осіб у віці 65 років та старших.
Цивільне працевлаштоване населення становило 3999 осіб. Основні галузі зайнятості: освіта, охорона здоров'я та соціальна допомога — 23,6 %, виробництво — 16,1 %, роздрібна торгівля — 15,0 %.